# منتخب نييوي لكرة القدم
منتخب نييوي لكرة القدم (بالإنجليزية: Niue national soccer team)‏ هو ممثل نييوي الرسمي في المنافسات الدولية في كرة القدم في فئة كرة القدم للرجال.

## تاريخ
لم يلعب منتخب نييوي طوال تاريخه سوى مباراتين فقط في دورة ألعاب المحيط الهادئ 1983، وكانتا ضد تاهيتي والتي خسر أمامها 0-14 وبابوا غينيا الجديدة والتي خسر أمامها 0-19. ومنذ ذلك الحين لم تشارك في أي منافسات أخرى.
كان اتحاد نييوي لكرة القدم عضواً مشاركاً في اتحاد أوقيانوسيا لكرة القدم حتى تم إلغاء عضويته في عام 2021 بسبب عدم النشاط. وبما أنها لم تكن عضوًا في الفيفا، فإن المنتخب الوطني كان غير مؤهل لدخول تصفيات كأس العالم حتى عندما كان لا يزال عضوًا في اتحاد أوقيانوسيا.